# Acer undulatum
Acer undulatum é uma espécie de árvore do gênero Acer, pertencente à família Aceraceae.